# Xadas
Bruno Alexandre Vieira Almeida (sinh ngày 2 tháng 12 năm 1997 ở Oliveira de Azeméis, Metropolitan Area, Porto), được biết với cái tên Xadas, là cầu thủ bóng đá người Bồ Đào Nha thi đấu cho S.C. Braga B ở vị trí tiền vệ.